# 和田勇次郎
和田 勇次郎（わだ ゆうじろう、安政4年（1857年）‐明治38年（1905年））は明治時代の浮世絵版画の彫師。

## 略歴
渡辺栄蔵の弟子。彫勇、和田刻、和田刀、和田彫勇、ホリ勇、彫工勇治郎と号す。明治期に豊原国周、楊洲周延、月岡芳年の錦絵を担当している。明治38年没、享年49。

## 作品
- 豊原国周 「隅田遊覧 時当睦花形」 大判3枚続 明治16年
- 月岡芳年 「新撰東錦絵」 大判2枚続23組揃 明治18年‐明治19年 「田宮坊太郎之話」他数図に名前がみられる。
- 楊洲周延 「隅田川之観雪」 大判3枚続 明治21年
- 月岡芳年 「風俗三十二相」 大判32枚揃 明治21年 「しだらなささう」他多くに名前がみられる。
- 月岡芳年 「新形三十六怪撰」 大判36枚揃 明治22年‐明治25年 「小町桜の情」他数図に名前がみられる。